# Storia di Campo di Giove

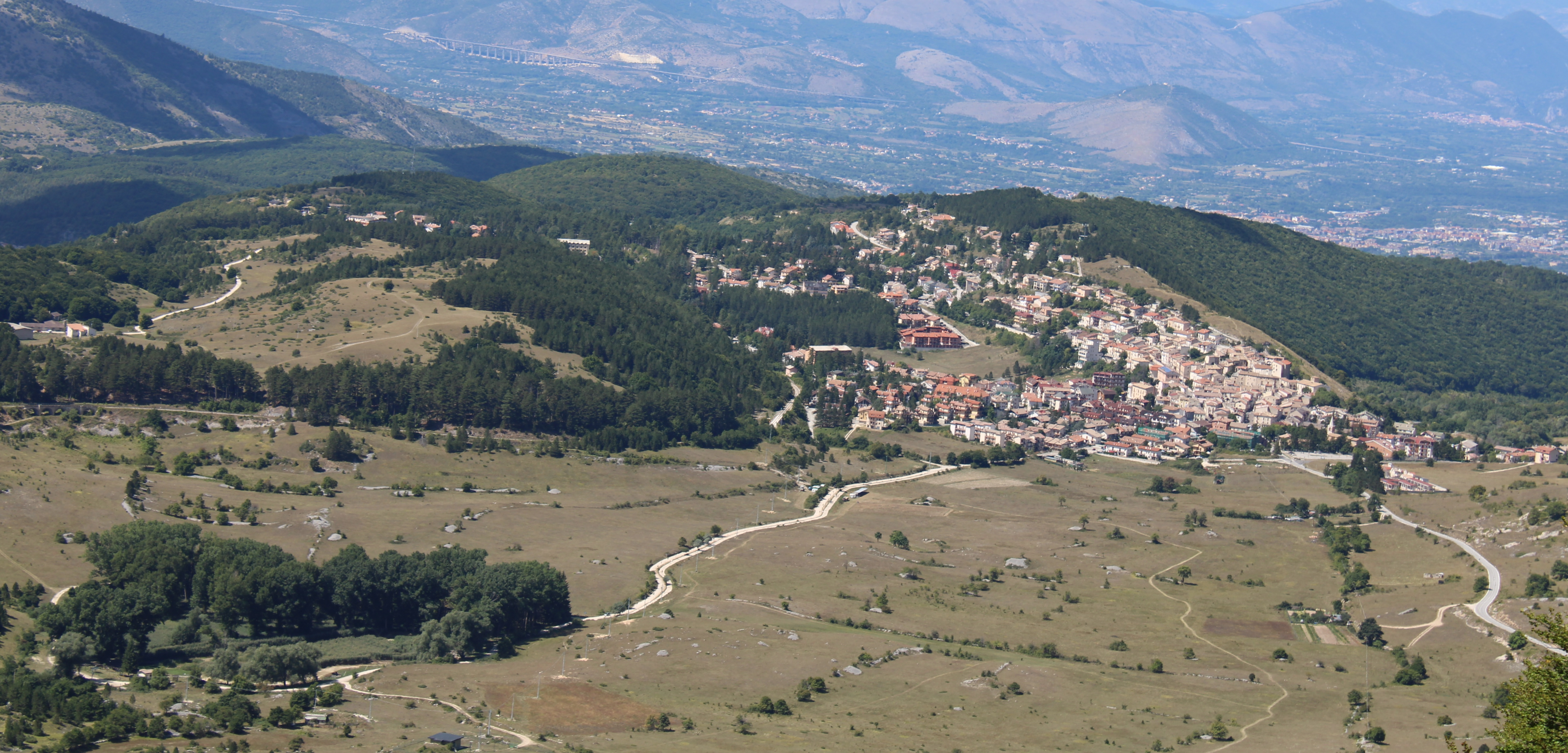
Veduta aerea di Campo di Giove nel suo aspetto contemporaneo

La storia di Campo di Giove si estende dal Paleolitico fino ai nostri giorni.

## Origini e periodo italico-romano
La zona orientale della Maiella fu abitata sin dal Paleolitico, poiché non molto lontano, presso il comune di Lama dei Peligni, fu rinvenuto il cranio del cosiddetto "Uomo della Maiella"; del Neolitico presso il cosiddetto pagus sul lago Ticino (o Tescino) risale una pietra scheggiata dagli uomini primitivi. Tuttavia presenze stabili nel territorio si hanno nel VI secolo a.C., quando il villaggio originario era formato da un insieme di pagi, situati presso le zone di Pian de' Tòfani, dell'Ara e di guado di Coccia.

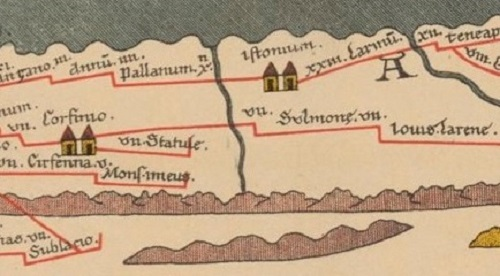
Particolare del segmento VI.2 della Tabula Peutingeriana che mostra l'ubicazione di Jovis Larene (Campo di Giove)

Verso il 300 a.C. nel campo dell'Ara di Coccia sorse un tempio dedicato a Giove e il posto prese il nome di Campus Jovis, da cui la denominazione del paese. Secondo la leggenda, durante una battaglia tra Peligni e Romani, guidati da Quinto Fabio Massimo, svoltasi nella zona, presso il cosiddetto "colle della battaglia", i primi credettero di aver vinto, quando all'improvviso scoppiò un tremendo temporale che capovolse le sorti dello scontro e i Romani, in segno di riconoscenza per la vittoria ottenuta più per motivi legati alla pioggia che per le loro capacità militari, vollero innalzare un tempio a Giove presso il campo dell'Ara di Coccia, dove si trova la chiesa di Sant'Eustachio. Campo di Giove fu poi riportato dai Romani nella celebre Tabula Peutingeriana sotto il nome di Jovis Larene, posto lungo la via Corfinium-Aequum Tuticum; tuttavia c'è chi ritiene che possa trattarsi invece della vicina Scanno.
Subito dopo, nella zona, attraversata dalla via Corfinium-Aequum Tuticum, fu formata una mansio, ossia una stazione di posta, di sosta e di ristoro, dove tra il 217 e il 211 a.C. passò più volte Annibale con il suo esercito durante i suoi spostamenti da e verso Roma. L'area, ricca di terreni adatti al pascolo, corrispondente all'altopiano di Quarto Santa Chiara, veniva utilizzata dai pastori per compiere il rito della transumanza. Si può dire quindi che la zona durante tutta la durata dell'Impero romano attraversò un periodo di relativa stabilità.

## Medioevo

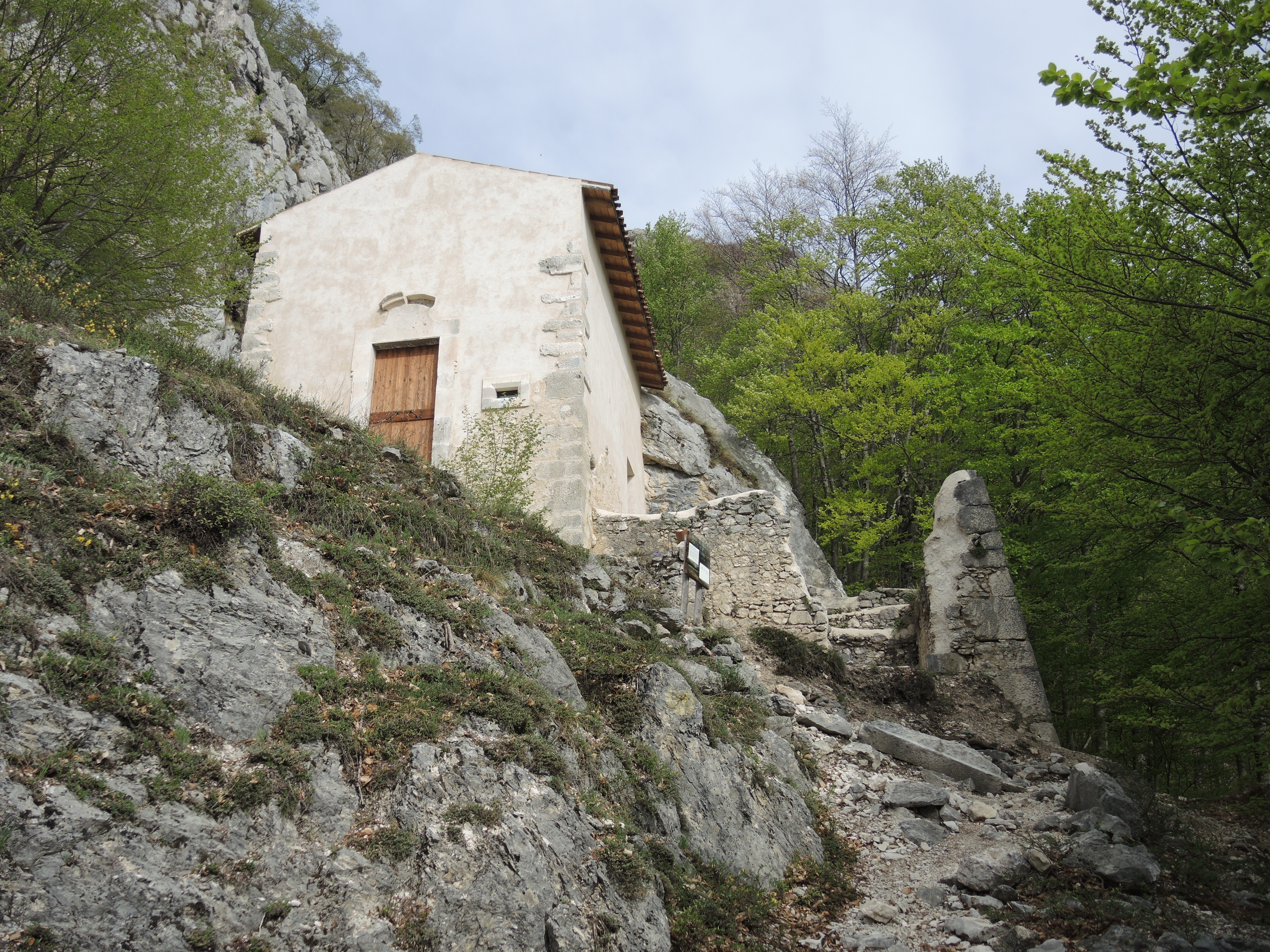
L'eremo della Madonna di Coccia, uno degli edifici religiosi fondati da papa Celestino V durante il suo eremitaggio

Dopo la caduta dell'Impero romano, avvenuta nel 476 d.C., i Goti, i Vandali e i Longobardi saccheggiarono la Valle Peligna, colpendo anche il pagus di Campo di Giove; nell'VIII secolo sopraggiunsero anche i Franchi e i Saraceni, oltre agli Ungari e ai Normanni nel IX e X secolo. Una notizia riporta che nel 937 presso Campo di Giove gli abitanti della zona riuscirono a sorprendere ed annientare una colonia di Ungari intenta ad oltrepassare il valico della Forchetta con un ricco bottino.
Il villaggio romano intanto venne definitivamente abbandonato e gli abitanti dei vari pagi si radunarono in un podium e iniziarono a difendersi dai barbari costruendo nuove case e delimitando i confini con delle mura perimetrali. In poco tempo il podium divenne oppidum, ossia un castello non fortificato, e contava quattro porte urbiche (chiamate porta Cauto, porta della Serra, porta delle Scalate sante e porta del Supporto) poste lungo le mura perimetrali, cui si aggiunse prima del 1584 una quinta (porta Belprato).
Parallelamente nella comunità cominciò a diffondersi il cristianesimo, grazie alla presenza in paese di alcuni monaci dell'abbazia di San Vincenzo al Volturno, quivi stabilitisi, che impartivano agli abitanti i doveri religiosi e civili. Nel 1183 una bolla di papa Lucio III documentava la presenza di una chiesa dedicata a san Michele Arcangelo situata nella vicina Cansano.
Il feudo contava nell'XI secolo 24 famiglie ed il castello, tassato venti once annue, forniva due cavalieri e quattro scudieri. In questo periodo il suo territorio fu attraversato da Ugo I di Vermandois, intento a recarsi con il suo esercito in Terrasanta per la prima crociata. Il feudo nel 1073 venne ceduto ai monaci dell'abbazia di Montecassino da Oddone Valva, riportato nelle fonti come Oddone di Pettorano sul Gizio, il quale l'aveva ottenuto grazie ad una donazione fattagli dai predetti monaci volturnesi. Intorno al 1130 il conte Manerio di Palena, figlio di Bernardo (o Berardo), sebbene non fosse il feudatario del paese, vi fece costruire il castello (prima vi erano perlopiù solo le fondamenta) consistente in un unico torrione (mastio) fungente da torre d'avvistamento, facendo la stessa cosa anche nei feudi di Cansano e Palena.
Più avanti negli anni, nel XIII secolo, Campo di Giove venne frequentato da papa Celestino V e i suoi discepoli, tra cui Roberto da Salle, i quali praticavano la via dell'eremitaggio per adorare il Signore. Durante il suo passaggio, Pietro (questo il suo nome prima di divenire papa) ebbe modo di far erigere a Sulmona l'eremo di Sant'Onofrio al Morrone e a Campo di Giove l'eremo della Madonna di Coccia e il convento di Sant'Antonino, situato fuori dalle mura della città, non più presente, mentre da Roberto la grotta di Sant'Angelo presso Lama dei Peligni.
Dal 1269 al 1279 Campo di Giove fu soggetto al governo di Sordello da Goito, feudatario di Palena. Nel 1280 il feudo fu diviso in due parti, entrambe governate dai baroni di Colledimacine: una metà dai fratelli Galgano ed Oderisio di Bifero, mentre l'altra dal loro fratello Luca e dai suoi nipoti Tommaso ed Andrea di Bifero. Nel 1294 Bartolomeo Galgano divenne signore del feudo. Nel 1304 Campo di Giove fu donata dal re del Regno di Napoli Carlo II d'Angiò a Tommaso Piscicelli che la governerà fino alla sua morte, avvenuta il 7 dicembre 1334. Il feudo andò quindi al barone De Capite di Sulmona, a Roberto di Licinardo e alla sua morte, avvenuta intorno al 1342, alla sorella Giovanna, che dovettero combattere contro lo strapotere sempre maggiore delle famiglie Caldora e Cantelmo, la prima schierata con gli angioini, mentre l'altra con gli aragonesi, pretendenti al trono del Regno.
Nel 1383 Giacomo Cantelmo, sesto signore di Popoli, conquistò Campo di Giove, essendosi ritirato dalla vita di corte napoletana, data l'instabilità del governo del re Carlo III d'Angiò-Durazzo. Il feudo passò poi al figlio secondogenito Berlingiero Cantelmo, primo conte di Arce e gran camerlengo del Regno di Napoli, e fu confermato prima dal sovrano napoletano e poi dal suo successore Ladislao d'Angiò-Durazzo. Questi morì prematuramente e lasciò nel testamento come bali e tutori del suo unico figlio Giacomo, rimasto orfano (la madre Maria Caldora, figlia di Luigi, era morta prima del padre Berlingiero), la sorella Rita Cantelmo, all'epoca vedova di Giovanni Antonio Caldora, e il loro figlio primogenito Giacomo Caldora. Giacomo Cantelmo ereditò così tutti i feudi e i titoli nobiliari del padre, ma poiché aveva meno di sette anni il re Ladislao li riassegnò provvisoriamente a suo cugino Giacomo Caldora, il quale, a sua volta, per governare meglio i suoi vasti possedimenti, diede il feudo di Campo di Giove in subvassallaggio con il grado di capitano a Francesco Riccardi. Raggiunta la maggiore età, il 31 ottobre 1417 Giacomo Cantelmo vi fu in essi reintegrato ed accadde che non molto tempo dopo Raimondo Caldora, fratello minore di Giacomo, li occupò con il suo esercito, costringendolo a muovergli guerra insieme al nipote Antonio Cantelmo e a sottrargli con la forza tutti i suoi feudi, questo perché entrambi seguitavano per fazioni rivali: Giacomo per quella dei durazzeschi, mentre Raimondo per quella degli angioini; di conseguenza Giacomo Caldora per vendicare il fratello nel 1419 tolse a Giacomo Cantelmo i feudi di Campo di Giove e Pacentro, che gli verranno restituiti nel 1422 per ordine della regina Giovanna II d'Angiò-Durazzo e passeranno alla morte di questi al nipote Antonio Cantelmo. Giacomo Caldora quindi all'inizio del 1421 rinforzò il feudo di Campo di Giove munendolo di torri e pezzi di artiglieria ed elevandolo così al rango di castrum.

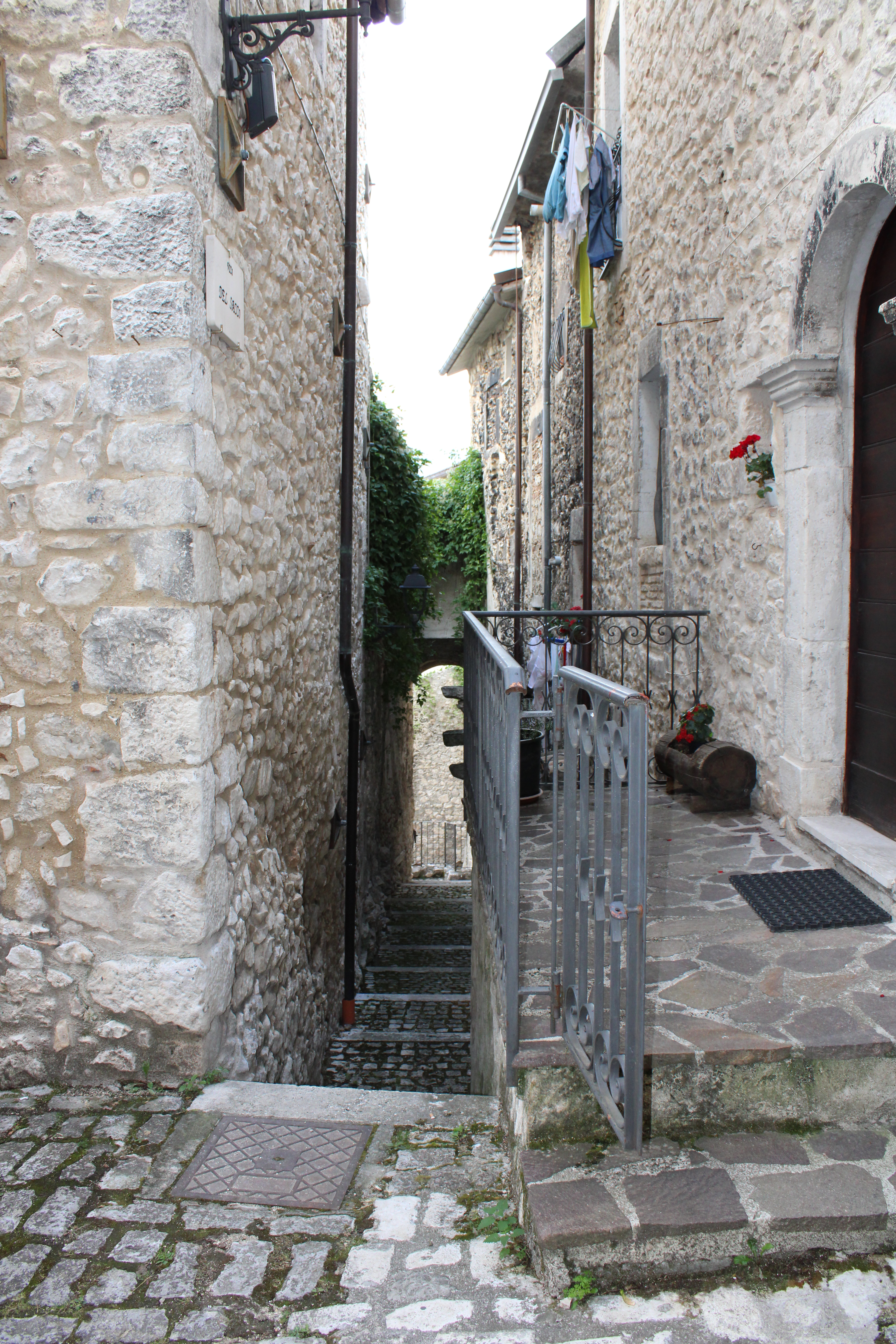
Il vico del sacco di Campo di Giove, da cui penetrarono i soldati di Braccio da Montone durante l'assedio del paese del 1421

Sempre nello stesso anno Campo di Giove venne assediato dal capitano di ventura Braccio da Montone che guidava nella guerra dell'Aquila l'esercito napoletano contro i feudi ribellatisi al dominio della regina Giovanna II d'Angiò-Durazzo (Giacomo Caldora, inizialmente schierato con gli angioini, era nel frattempo passato dalla parte degli aragonesi). Dopo tre giorni continui di attacchi i soldati nemici riuscirono a penetrare nel paese e lo saccheggiarono. Braccio diede ordine ai suoi soldati di uccidere tutte le guardie poste in sua difesa, risparmiando le donne e i bambini. Il vicolo ripido e stretto da cui entrarono i nemici (ha origine da porta della Serra) fu da essi incendiato e in memoria di tale accaduto prese poi il nome di "vico del sacco". L'intero avvenimento è stato tramandato dallo storico Giovanni Antonio Campano:
(Giovanni Antonio Campano, Capogiogo, preso e messo a sacco, in L'historie et vite di Braccio Fortebracci detto da Montone, et di Nicolò Piccinino pervgini, Venezia, Francesco Ziletti, 1572, p. 105)

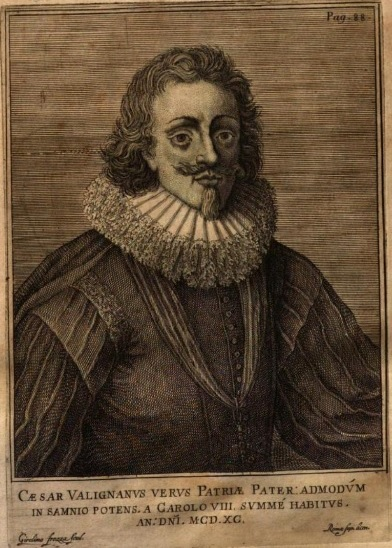
Cesare Valignano, feudatario di Campo di Giove dal 1495 al 1498

Dopo aver strenuamente difeso il paese, Giacomo Caldora riuscì a stento a fuggire e si diresse a Castel di Sangro, che cadrà poi anch'esso nelle mani degli avversari. In seguito a causa di alcuni avvenimenti i due condottieri invertirono i loro partiti: il Caldora rientrò nelle grazie della regina Giovanna, mentre il Montone passò al soldo del pretendente Alfonso V d'Aragona e in più ricevette la scomunica dal papa Martino V. Nel 1424 la sovrana napoletana nominò Giacomo Caldora gran connestabile del Regno di Napoli e lo spedì alla volta dell'Aquila, dove Braccio aveva posto l'assedio da più di un anno, non prima di aver conquistato numerosi feudi, distrutto vari castelli e commesso atroci delitti in quasi tutto l'Abruzzo. La battaglia finale fu feroce e cruenta e decise il destino di gran parte della penisola italiana. Giacomo Caldora, appoggiato da Francesco Sforza, vinse la battaglia e Braccio da Montone morì, forse ucciso dal Caldora stesso. Subito dopo Giacomo liberò con il suo esercito Campo di Giove, rimasto in mano ad alcuni mercenari di Braccio. La regina Giovanna, per ricompensarlo per questo e per altri successivi successi ottenuti in campo militare, gli diede il Ducato di Bari, rendendolo così il feudatario più potente del Regno di Napoli.
Morto Antonio Cantelmo a Mondragone il 17 ottobre 1439, il feudo di Campo di Giove venne ereditato dal figlio secondogenito Onofrio Gaspare. Un mese dopo, il 15 novembre, morì anche Giacomo Caldora, durante l'assedio di Colle Sannita. Poco dopo, Antonio Caldora, figlio primogenito di Giacomo, riuscì a riprendersi il feudo, che però riperse nel 1464 dopo essere stato fatto prigioniero durante l'assedio di Vasto: tutti i suoi feudi per volere del suo avversario Ferrante d'Aragona, succeduto al padre Alfonso V nel trono napoletano, furono confiscati ed assegnati alle persone di corte a lui più vicine e fedeli; da allora il declino della famiglia Caldora fu inarrestabile. Campo di Giove, che all'epoca contava 82 fuochi e 410 abitanti, venne assegnato al gran cancelliere Valentino Claver che lo mantenne fino al 1473, anno in cui lo vendette a Vito Nicola di Procida, il quale lo possedette fino al 13 ottobre 1483, quando il re Ferrante d'Aragona l'assegnò a Simonetto Belprato. Alla morte di quest'ultimo, avvenuta a Milano nel 1488, dopo essere andato per un brevissimo tempo al reale demanio, passò direttamente al nipote Giovanni Vincenzo Belprato (Michele Belprato, figlio di Simonetto e padre di Giovanni Vincenzo, era morto prematuramente). Tuttavia dal 1495 al 1498 fu in mano a Cesare Valignano, il quale l'ebbe per i servigi resi a Carlo VIII di Francia, ma lo perdette con l'arrivo in Italia degli spagnoli. Tornò così a Giovanni Vincenzo Belprato e passò alla sua morte, avvenuta nel 1505, al suo unico figlio Giovanni Berardino.

## Cinquecento, Seicento e Settecento

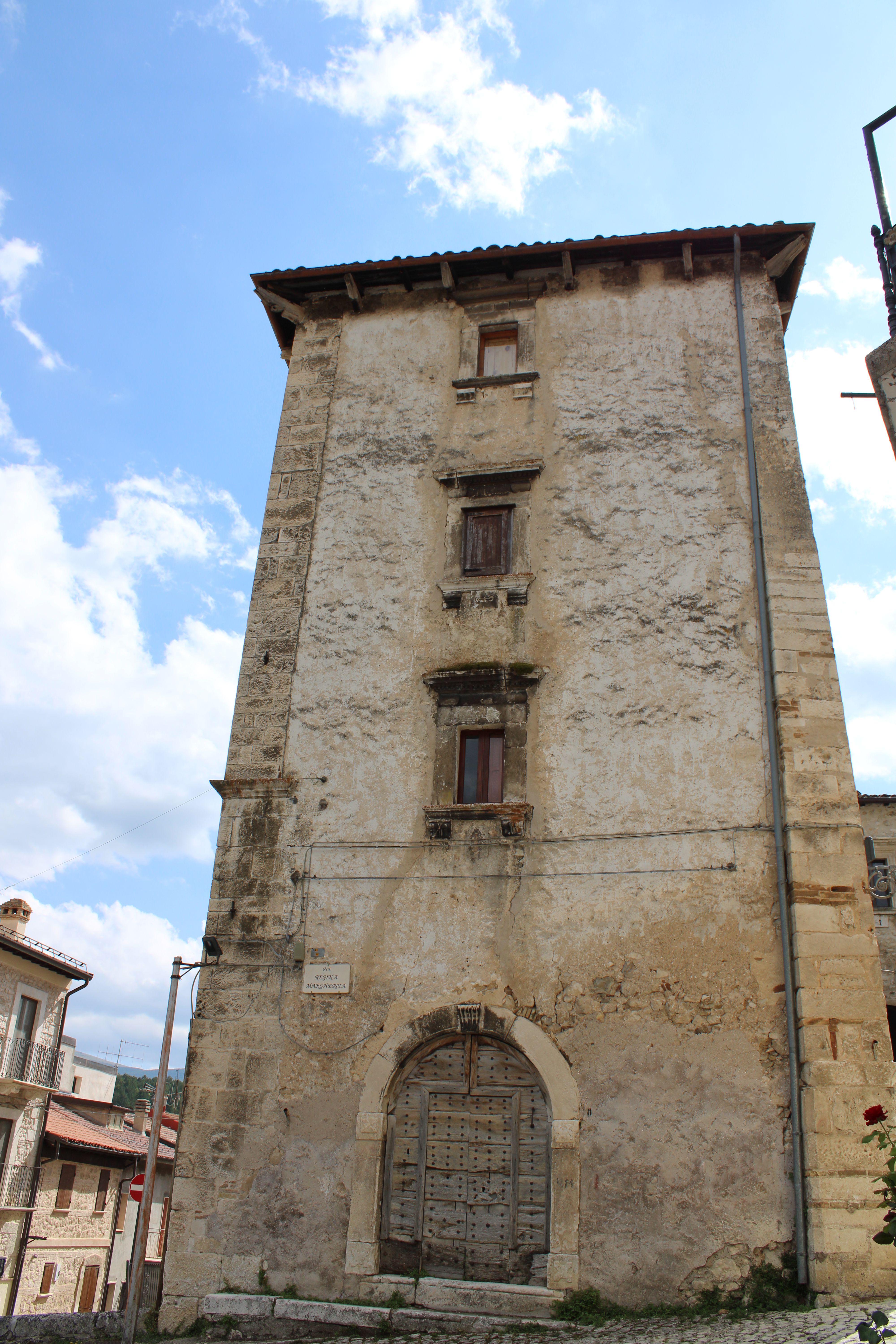
Casone Belprato di Campo di Giove, residenza in paese della famiglia Belprato

Giovanni Berardino Belprato però non poté esercitare su di esso alcun potere perché nei regesti reali risultava appartenente a Gianfrancesco di Procida, figlio di Vito Nicola, cui – tra l'altro – era debitore; nel 1509 Giovanni Berardino saldò il debito con l'acquisto del feudo. Sempre nello stesso anno, in una breve parentesi, Giovanni Battista Caldora, nipote di Antonio, tentò invano di recuperare Campo di Giove. Morto Giovanni Berardino nel 1520, il feudo passò al figlio primogenito Giovanni Vincenzo, che ne divenne quindi – de facto – il feudatario, indi al di lui figlio Giovanni Berardino e al nipote Carlo; l'unica figlia di quest'ultimo, Virginia, lo porterà in via dotale al suo secondo marito Giovanni Tommaso di Capua e dunque ai suoi discendenti, che lo possiederanno fino al 1697, quando passerà ai Pignatelli. Parallelamente, sempre nel Cinquecento, per un breve periodo tornerà in mano alla famiglia Bifero, nella persona di Antonio Angelo. Si entra quindi nel Seicento e in paese compaiono le prime famiglie possidenti e latifondiste, quali i Ciufelli, i Cocco e i Ricciardi, che furono proprietarie dei relativi palazzi gentilizi. In particolare, nell'anno 1669 la popolazione locale comprendeva 153 famiglie.
Il Settecento iniziò invece con nefasti avvenimenti poiché il paese nel 1706 fu gravemente danneggiato dal terremoto della Maiella, che ebbe l'epicentro proprio a Campo di Giove, nella faglia della montagna sopra il borgo. Nonostante la forza catastrofica della scossa, il paese resistette anche se però gran parte degli edifici furono danneggiati: castello medievale compromesso, chiese distrutte, case abbattute.
Campo di Giove però si risollevò, anche se il feudo era politicamente instabile: nel 1715 fu venduto dai Pignatelli a Francesco Maria Spinelli e alla figlia Cecilia che il 30 gennaio dello stesso anno subito lo girarono a Francesco Recupito, poi con la morte di suo figlio Donato nel 1735 passò alla di lui moglie Maddalena d'Afflitto che poi lo passerà al figlio Pasquale una volta raggiunta la maggiore età. In particolare, nel 1754 il paese redasse il proprio catasto onciario. A livello giuridico, dal 1756 Campo di Giove dipendeva da Introdacqua e tali tribunali funzionarono fino all'abolizione del feudalesimo, avvenuta nel 1806, con il dominio francese. Dopo la morte di Pasquale Recupito, avvenuta il 29 agosto 1766, successe il figlio Salvatore, cui seguì fino al 1799 la moglie Saveria Recupito.

## Ottocento
Con le leggi eversive della feudalità emanate da Giuseppe Bonaparte nel 1806, Campo di Giove venne incluso nel giustizierato dell'Abruzzo Ulteriore Secondo, nel distretto di Sulmona, come comune di terza classe. Dal 1807 al 1811 fu aggregato al comune di Introdacqua e dal 1811 al 1829 fu frazione di Pacentro. Nel 1852 la popolazione del paese ammontava a 1 141 abitanti. Durante il periodo pre-unitario a Campo di Giove non si ebbero moti carbonari o pro Italia; tuttavia i problemi si crearono dopo l'Unità d'Italia, nel 1861, quando per gli sconvolgimenti politici il paese fu abbandonato a se stesso. Si sviluppò quindi il fenomeno del brigantaggio e il 14 agosto 1862 giunse in paese la banda di Francescantonio Cappucci, che assaltò insieme a Ermenegildo Bucci e Nunzio Tamburrini il Palazzo Ricciardi. Per tutta la Maiella il brigantaggio dilagò e nella zona operò anche la banda di Fabiano Marcucci, detto Primiano, noto brigante campogiovese. Ben presto l'esercito piemontese represse nel sangue il fenomeno del brigantaggio, costruendo un fortino sul massiccio della montagna, noto come Blockhaus.
Verso la fine dell'Ottocento, nel 1897, venne realizzata la ferrovia Sulmona-Isernia, che attraversa vari comuni della Maiella, tra cui Campo di Giove, in corrispondenza dell'omonima stazione: tale realizzazione fu molto importante, in quanto significava sinonimo di progresso per l'economia locale e poneva fine all'isolamento montano.

## Novecento

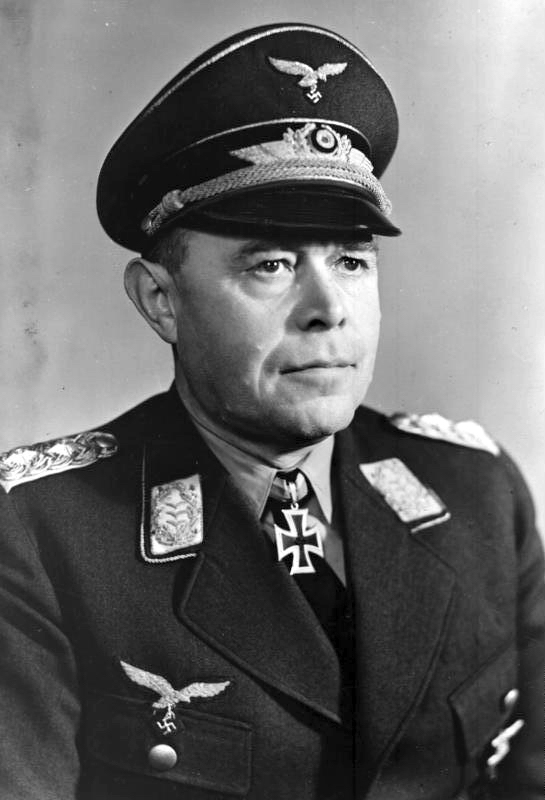
Il generale Albert Kesselring, che condusse l'esercito nazista a Campo di Giove durante la seconda guerra mondiale. Il paese non subì bombardamenti, ma episodi di soprusi e violenze e fu usato come campo di prigionia

Nel 1904 Cansano, frazione di Campo di Giove dal 1855, divenne comune autonomo. Nel 1933 Campo di Giove subì alcuni danni a causa di un nuovo terremoto della Maiella, di magnitudo inferiore a quello del 1706, ma pur sempre lesivo per i borghi montani circostanti.
La fase di ricostruzione che si ebbe a seguito di quest'ultimo sisma diede l'impulso a risolvere definitivamente i problemi di disservizio precari che avevano afflitto il paese nel corso della sua storia: infatti ai lavori di fabbricazione del primo edificio scolastico che terminarono nel 1915 (l'altra scuola verrà realizzata nell'anno 1960), si affiancarono quelli di riparazione dello stesso e dell'ex edificio comunale nel 1935, la continuazione della sistemazione della viabilità stradale interna ed esterna e dell'implementazione della rete idrica, avviatesi e poi conclusesi rispettivamente nell'anno 1900 e nel 1975 la prima e nel 1890 e nel 1954 la seconda, la costruzione della rete fognaria nel 1934 e sempre in questo stesso anno l'elettrificazione della pubblica illuminazione, finora sostenuta da venti fanali a petrolio, non senza criticità durante le ore di buio e i rigidi rigori invernali, portando a cinquantaquattro il numero dei punti luce. Da ultimo, nel 1936 fu migliorato il servizio telefonico e telegrafico, proseguendo le iniziative intraprese nel 1919 e completate poi nel 1953.
Quando in paese entrò il fascismo si registrarono alcuni episodi di soprusi e violenze, ma peggiore fu la repressione nazista delle rivolte, durante la seconda guerra mondiale, quando nel 1943 ci fu la ritirata dell'esercito lungo la linea Gustav: Campo di Giove, per la sua posizione strategica, divenne un quartier generale tedesco, comandato da Albert Kesselring, e quindi non distrutto, come i nazisti facevano con i borghi circostanti, adottando la tattica della "terra bruciata".
Il 15 ottobre 1943 i partigiani tennero un'imboscata a dei camion tedeschi; due giorni dopo, durante i rastrellamenti, l'intera popolazione di Campo di Giove fu minacciata di eccidio se non si fossero trovati i partigiani responsabili. Il giorno seguente presso il guado di Coccia si verificò uno degli episodi più degni di memoria: il militare e partigiano Ettore De Corti venne trucidato da una pattuglia di militari tedeschi mentre era intento a coprire la fuga dei propri compagni, azione che gli valse il conferimento, al termine dello scontro, della medaglia d'oro al valor militare e di una lapide commemorativa. Inoltre sempre negli stessi giorni Campo di Giove venne attraversato dallo scrittore sudafricano Uys Krige, evaso dal campo di internamento di Sulmona, che racconterà nelle sue opere l'esperienza vissuta. L'11 novembre gli abitanti furono evacuati per consentire lo svolgimento delle operazioni militari che durarono fino agli inizi del 1944, quando il fronte si spostò a Cassino; dopo la fine della battaglia, nel mese di giugno, il paese fu abbandonato dai tedeschi e la popolazione locale poté rientrarvi ed esporre sul guado di Coccia la bandiera bianca, in segno di resa.
Con il secondo dopoguerra ci fu una lenta ripresa, anche se il fenomeno dello spopolamento delle aree interne cominciò ad interessare fortemente il paese: per far fronte al problema, seguendo l'onda del boom economico italiano, Campo di Giove decise di sfruttare i punti di forza della montagna, così come stava accadendo nei vicini comuni di Pescocostanzo e Roccaraso, costruendo negli anni sessanta i primi alberghi e nel 1968 gli impianti di risalita sciistici nella località di Le Piane, incentrando l'economia prevalentemente sul turismo montano invernale. Nel 1991 venne attivata a Campo di Giove una seconda stazione ferroviaria, denominata stazione di Campo di Giove Maiella, migliorando così i collegamenti per servire gli impianti di risalita sciistici.